# Helmut Heinhold
Helmut Heinhold (n. 1 iulie 1927, Bremen, Germania – d. 7 noiembrie 2008, Herne, Germania) a fost un canotor german, medaliat olimpic. A participat la o ediție a Jocurilor Olimpice (1952) în care a câștigat o medalie de argint.

## Participări
Lista de mai jos prezintă principalele competiții la care a participat Helmut Heinhold de-a lungul carierei.
- rowing at the 1952 Summer Olympics – men's coxed pair[*][4]